# Lock On: Горячие скалы 2
LockOn: Горячие скалы 2 — компьютерная игра в жанре Авиасимулятора, является продолжением игры Lock On: Горячие скалы, из которой все управляемые игроком самолёты перенесены в мир серии DCS Ка-50. Релиз игры в России состоялся 25 марта 2010 года.

## Отличия от LockOn: Горячие скалы

### Территория
- Территория, охватывающая западные регионы Кавказа, в том числе, Краснодарский край, Ставропольский край, Республику Адыгея, Карачаево-Черкесскую Республику, Кабардино-Балкарскую Республику, Республику Абхазия, Грузию.
- Новые аэродромы на территории России и Грузии, включая Минеральные Воды, Нальчик, Цхакая, Кутаиси, Кобулети, Батуми.
- Удалена территория Крымского полуострова.

### Миссии и кампании
- Новый редактор миссий с триггерной системой, позволяющий создавать интерактивные миссии, в которых события зависят от действий игрока.
- Набор новых миссий для всех управляемых самолётов.
- Новые кампании для самолётов Су-25 и A-10.
- Пользовательская кампания для Су-27 на официальном сайте.

### Самолёты и вертолёты
- ИЛС всех самолётов сделаны коллиматорными с проецированием изображения в бесконечность.
- Пуск ПТУР Вихрь и индикация режима на ИЛС самолёта Су-25Т доработана в соответствии с новой методикой пуска, аналогичной Ка-50.
- Самолёты AI имеют стандартную модель динамики полёта, аналогичную используемой в управляемых самолётах (кроме Су-25 и Су-25Т, изначально имеющих АФМ (от англ. AFM — advanced flight model)). Вертолёты AI имеет полностью переработанную модель динамики полёта на основе несколько упрощённой АФМ для пилотируемого Ка-50 и полностью новый AI, который позволяет им вести грамотные боевые действия.

### Баллистика
- Улучшенная система AI наземной техники. Теперь, наземная техника выполняет поиск наиболее опасной цели, имеет разную толщину бронирования, количество боеприпасов и время перезарядки.
- Скорострельность всех артиллерийских систем приведена к реальным данным.
- Расчёт динамики полёта противотанковых ракет «Вихрь» ведётся по реальным характеристикам ракеты.
- Все неуправляемые средства поражения и ПТУР «Вихрь» учитывают действие ветра, установленного в редакторе. Для крупнокалиберной артиллерии используется корректировка прицела по ветру, измеренному на малой высоте, изменение средней точки попадания под влиянием сдвига ветра по слоям устраняют при пристрелке виртуальные корректировщики.

### 3D-модели
- Новые типы авиационного оружия. Ракета класса воздух-воздух ближнего воздушного боя AIM-9P. НАР с осколочно-фугасной БЧ С-8ОФП. НАР с осветительной БЧ С-8ОМ.
- Новые 3D-модели наземной техники, ПВО, вертолётов, самолётов, оружия и БПЛА.

### Сетевая игра
В сетевой игре с целью уменьшения возможностей мошенничества реализована новая система проверки целостности и идентичности файлов, которая настраивается со стороны сервера.
Реализована сетевая совместимость с игрой Ка-50 Чёрная Акула. Тем самым, в едином виртуальном пространстве возможно использование управляемых самолётов и вертолёта Ка-50.